# Krčín (Nové Město nad Metují)
Krčín (německy  Rodwald) je část města Nové Město nad Metují v okrese Náchod. Nachází se na severozápadě Nového Města nad Metují. V roce 2011 zde bylo evidováno 447 adres. V roce 2011 zde trvale žilo 1700 obyvatel.
Krčín je také název katastrálního území o rozloze 5,99 km².

## Historie
První písemné doklady jsou z doby Jana Lucemburského. Původně patřilo Krčínsko k náchodskému panství, později samostatným zbožím, od počátku 16. století součást panství novoměstského. Po roce 1849 se stal Krčín samostatnou obcí, později se statutem městys, od roku 1949 místní částí Nového Města nad Metují.

### Exulanti
Stejně jako z okolních obcí (např. Bohuslavice, Roztoky, Spy) odcházeli do exilu i nekatolíci z Krčína. Z obce Krčín u Nového Města nad Metují prokazatelně uprchli:
- Jan Fanta *(1689) emigroval v roce 1715 v devítičlenné skupině, která prvotně zamířila do Slezska. Okolnosti útěku jsou popsány v knize Běh života... [7] Jan Fanta se znal s Janem Liberdou, chvíli žil s rodinou v Herrnhutu, v roce 1733 se s rodinou usadil v Berlíně – tam se stal starším českého sboru. V roce 1742 je zapsán jako měšťan, tkadlec a kolonista Friedrichova města (Friedrichstadt, česká čtvrť) v Berlíně. Zde zemřel dne 23.10.1759. Jiří Fanta, bratr Jana Fanty, rovněž emigroval v roce 1715 z Krčína. Jeho osud zatím není znám.
- Václav Fanta *(1714) emigroval během slezských válek v roce 1742 do pruského Slezska, do Münsterbergu. Tam se v roce 1745 oženil s Annou Kabátníkovou. V roce 1746 byl bezdětný, tkadlec a starší sboru. Jeho manželka Anna byla dne 17.11.1748 také zvolena jako starší sboru. V roce 1783 vlastnila rodina v Münsterbergu dům, pole a patřila mezi měšťany. Václav zemřel 21.4.1784 ve věku 70 let.
- Štěpán Fanta *(1723 nebo 1719) V lednu 1746 podepsal v Münsterbergu žádost a v roce 1750 je v seznamu kolonistů v Husinci. Patří mezi zakladatele této obce. Ve sboru zastával funkci starší a v roce 1765 církevní starší. Zemřel 28.4.1799 ve věku 80 let.

## Pamětihodnosti
- Kostel sv. Ducha, jednolodní stavba s pravoúhlým presbytářem z konce 13. století, v 16. století opravená, s novější sakristií. Průčelí přestavěno v novorománském slohu. U kostela stojí zděná hranolová zvonice s dřevěným patrem ze 16. století.[8]
- Lípy na nábřeží
- Lípy u hřbitova
- Masarykova lípa
- Stará škola - postavena v letech 1823-24 na náklady majitele panství Františka Josefa z Dietrichsteina[9]. Do roku 1878 byla škola jednotřídní, pak dvoutřídní a od roku 1885 trojtřídní. Za 70 let její existence se v ní vystřídalo více než tisíc dětí[10]. Památka lokálního významu, jeden z nejstarších dokladů zástavby obce a života v ní.
- Žižkova (Vojnarova) lípa